# Emanuel Jonasson
Johan Emanuel Jonasson (* 23. Februar 1886 in Stockholm; † 19. Oktober 1956 ebenda) war ein schwedischer Komponist und Musiker.

## Leben
Er begann als Militärmusiker. Eines seiner bekanntesten, auch in Deutschland geschätzten Stücke war der 1918 komponierte „Kuckuckswalzer“, (original Gökvalsen) bekannt vor allem in der Version von Rolf Schneebiegl und den Original Schwarzwaldmusikanten aus dem Jahr 1972.